# سجيل (صاروخ جو-جو)

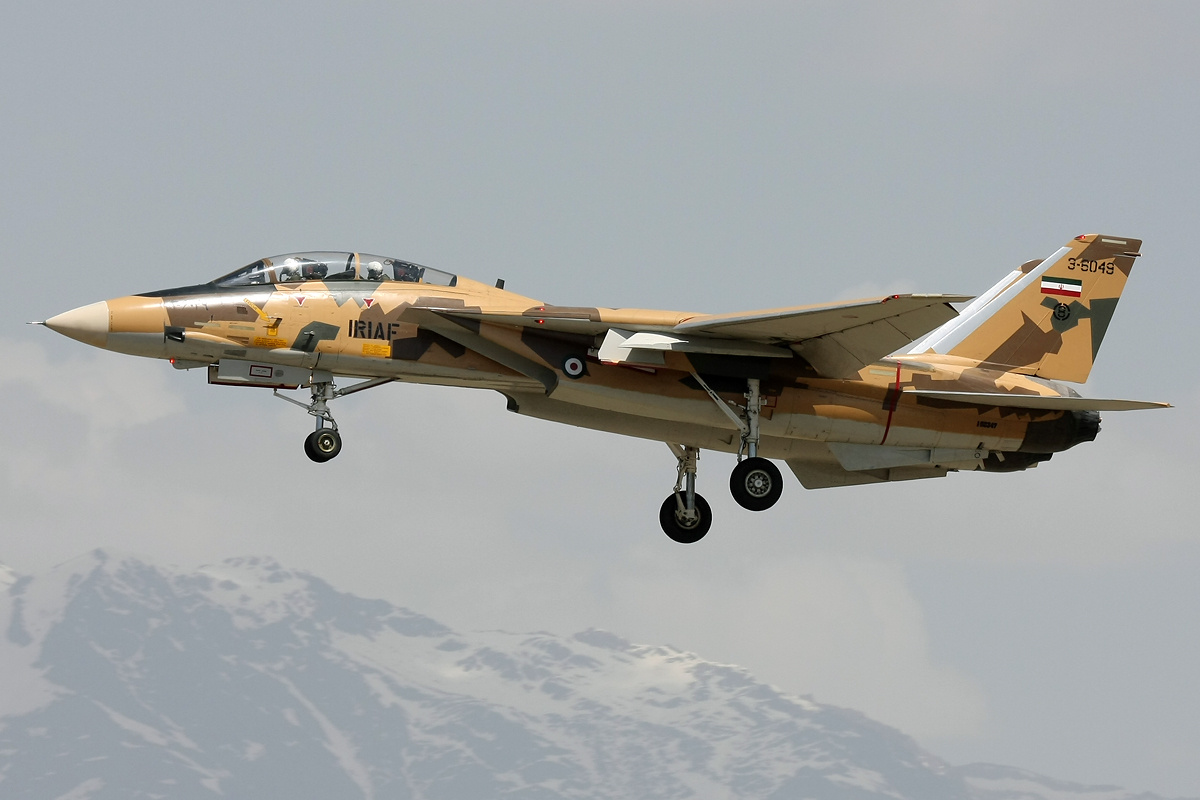
طائرة F-14 الإيرانية القادرة على حمل صواريخ جو-جو سجيل

سجيل: (بالإنجليزية: Sedjil)‏ هو صاروخ جو-جو بنماذج متعددة، إيراني الصنع موجه بالرادار. يعمل بالوقود الصلب. تم تصنيعه من قِبَل منظمة جهاد الاكتفاء الذاتي التابعة للقوات الجوية لجمهورية إيران. دخل الخدمة في 4 أبريل عام 1988م. يبلغ وزن الصاروخ حوالي 500 كجم، ويبلغ طوله 5 أمتار، وقطره حوالي 40 سم. ويبلغ المدى الفعال للنماذج المحسنة لصاروخ سجيل حوالي 90 كيلومتراً. كما وتقدر سرعته بـ 2.4 ماخ في النموذج الأولي و4-5 ماخ في النماذج المحسنة منه. يُذكَر أن جمهورية إيران تمتلك بالفعل واحدة من أكبر ترسانات الصواريخ الباليستية في منطقة الشرق الأوسط، إن لم تكن هي الأكبر بالفعل. وتمكنت إيران أيضاً من تطوير قدرتها على إطلاق الأقمار الصناعية المدنية منها والعسكرية كالقمر الصناعي العسكري الإيراني نور 1 و2. ويتراوح نظام جمهورية إيران الصاروخي بين أنواع متفاوتة المدى تتراوح ما بين 45 كيلومتراً إلى 10 آلاف كيلومتر. كما ويضم صواريخ باليستية، ومجنحة بعيدة المدى، إضافةً إلى صواريخ خارقة للدروع يمكن إستخدامها ضد أهداف بحرية. وبهذا تقع القارة الأوروبية وسواحل ألاسكا وأجزاء من آسيا في مرمى الصواريخ الإيرانية.

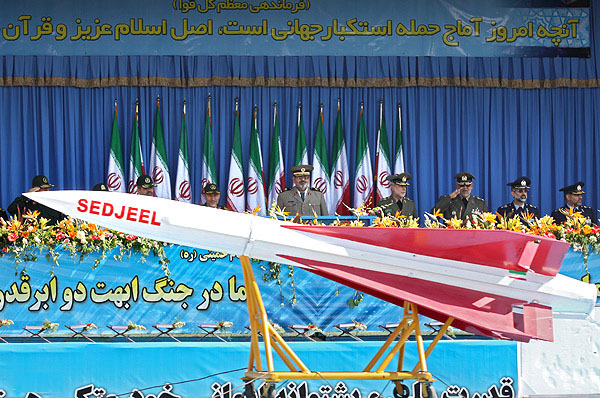
صاروخ سجيل جو جو المضاد للطائرات. هذه الصورة تم أخذها في 22 سبتمبر 2010م خلال موكب أسبوع الدفاع المقدس لعام 2010م

## نبذة مختصرة للقدرات الدفاعية لجمهورية إيران
أصبحت قدرات جمهورية إيران في مجال الدفاع الجوي هي الأفضل في المنطقة، وواحدة من أفضل شبكات الدفاع الجوي في العالم، حسبما يقول تقرير لمجلة ( فوربس الأمريكية) وبدأت جمهورية إيران تعزيز قدراتها الدفاعية بصورة كبيرة خلال العقدين الماضيين بحسب هذا التقرير. ويمثل الدفاع الجوي مكوناً مهماً في الإستراتيجية العسكرية الإيرانية في مواجهتها ضد الولايات المتحدة الأمريكية، التي تمتلك قدرات تمكنها من فرض الهيمنة الجوية على أجواء المعركة، حسبما يقول تقرير (المعهد الدولي للدراسات الاستراتيجية البريطاني). وتستخدم جمهورية إيران أنواع أخرى مختلفة من الصواريخ المحمولة على مركبات أو المحمولة على الكتف والمدفعية المضادة للطائرات، بدعم من وسائل الاستطلاع المتنوعة، وهو ما يجعلها تمتلك شبكة دفاع جوي متداخلة ومتعددة الطبقات يمثل اختراقها تحدياً كبيراً لأحدث الطائرات الأمريكية.

## تأريخ الصاروخ
بعد ست سنوات من إندلاع الحرب العراقية الإيرانية، أدى هذا الصراع المطول إلى نقص في الأسلحة للقوات الإيرانية، وشعرت جمهورية إيران بالحاجة إلى شراء أنظمة أسلحة إضافية. في ذلك الوقت وبالتحديد في 12 أغسطس عام 1986م. تم تقديم خطة تحويل واستخدام صاروخ هوك للدفاع الجوي لأول مرة بإسم (مشروع سجيل) من قِبَل العميد الطيار عطا الله بازركان والعقيد الطيار فريدون علي مازندراني إلى نائب منظمة جهاد الاكتفاء الذاتي التابعة للقوات الجوية لجمهورية إيران. بعد الموافقة على تلك الخطة والبدأ بعمليات التصميم، تم تصنيع صاروخ سجيل أخيراً، وذلك في 4 أبريل عام 1988م.

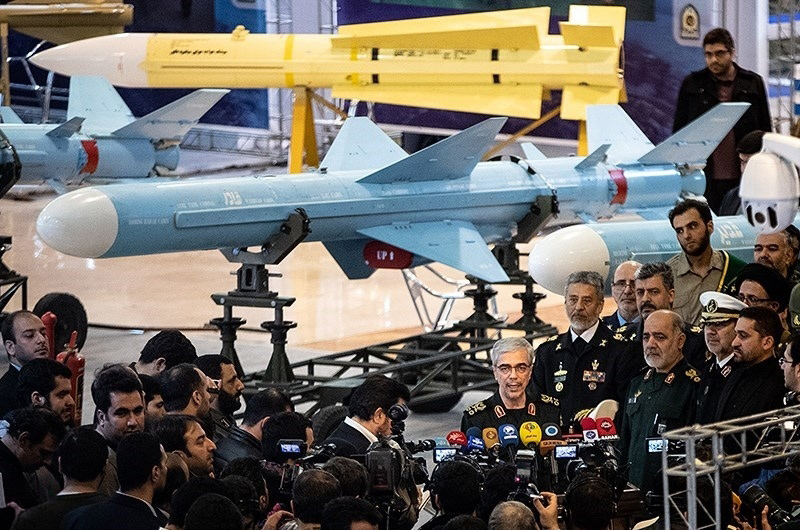
صاروخ فكور 90 الإيراني (الخلفي ، الأصفر) في معرض الدفاع ال 40 في العاصمة طهران. وهو الصاروخ الذي حَلَّ بديلاً عن صاروخ سجيل جو-جو في معظم المقاتلات الحربية الإيرانية

## التاريخ التشغيلي
تُعَد صواريخ جو-جو، صواريخ موجهة تستخدمها الطائرات المقاتلة لتدمير أهداف مثل الطائرات أو المروحيات أو الصواريخ الأخرى. وفي أول إستخدام عسكري وجوي لصاروخ سجيل إيراني الصنع. كان من قِبَل الطيار العسكري فريدون علي مازندراني، إلى جانب الطيار المساعد العقيد محمد عقبائي. حيث تمكن مازندراني من إسقاط طائرة مقاتلة من طراز (Super Etendard) فوق الخليج العربي من مسافة 20 كيلومتراً تابعة للقوات الجوية العراقية. وبحسب الوثائق العسكرية الإيرانية وكتاب (معركة في السماء) الذي ألفه العميد فضل الله جاويد نيا، فقد تم إسقاط طائرة من طراز (ميغ-29A) بواسطة طائرة من طراز (F-14A) باستخدام صاروخ سجيل في عام 1988م.

## المواصفات
بعد إزالة محرك المرحلة الأولى من صاروخ سجيل في النماذج الأولى، وصل مداه الفعال إلى حوالي 90 كيلومتراً. وتقدر سرعة هذا الصاروخ بـ 2.4 ماخ في النموذج الأولي و4-5 ماخ في النماذج المحسنة. يُعتبَر صاروخ سجيل المضاد للطائرات قوي جداً. ويبلغ وزن الرأس الحربي لهذا الصاروخ 54 كجم. وبحسب معايير الصواريخ متوسطة المدى فإن هذه الكمية من المتفجرات تُعتبَر كبيرة بالنسبة لصاروخ جوي متوسط المدى. عادة، تُستَخدَم الصواريخ التي تحمل هذا القدر من المتفجرات لتدمير القاذفات مثل (Tupolev-95) أو (Boeing B-52 Stratofortress). يبلغ الوزن الإجمالي للصاروخ حوالي ستمائة وخمسين كيلوغراماً، وهو ما يسبب قيوداً على المقاتلات الحربية الحاملة لصورايخ سجيل في حمل الطيار أيضاً. ولهذا السبب، وفضلاً عن وجود أجنحة كبيرة للصاروخ، فإن مقاتلة Tomcat لا يمكنها حمل سوى صاروخين من صاروخ سجيل في برجين تحت جناحيها. بينما تستطيع طائرة Tomcat في الوضع القياسي حمل ستة صواريخ (M-54 Phoenix) وصاروخين حراريين (M-9 Sidewinder)، أو أربعة صواريخ (Phoenix) وصاروخين (M-7 Sparrow) وصاروخين (Sidewinder) الحراريين. في السنوات الأخيرة تم صنع مثال على هذا الصاروخ في جمهورية إيران تحت إسم فكور-90، وهو صاروخ جو- جو متوسط المدى إيراني الصنع. تم إنتاجه من قِبَل منظمة الصناعات الجوفضائية بوزارة الدفاع وإسناد القوات المسلحة وبالتعاون مع القوة الجوية للجيش الإيراني. وتشير تقارير صحفية إلى أن معظم المقاتلات الإيرانية سيتم إعادة تسليحها بصواريخ من طراز فكور-90.

## نماذج أخرى
لصناعة نماذج أخرى من صاروخ سجيل. تكون أكثر كفاءة من النماذج الأولى. أخذت قوات جهاد الإكتفاء الذاتي التابعة لجيش الجمهورية الإيرانية وبالتعاون مع وزارة الدفاع وإسناد القوات المسلحة على عاتقها تصميم وصناعة أجيال جديدة من صاروخ سجيل. وبعد إزالة محرك المرحلة الأولى بالاضافة إلى إجراء تعديلات أخرى على صواريخ سجيل في النماذج الأولية، تم إنتاج النموذج المحسن من صاروخ سجيل، وقد وصل مداه الفعال إلى حوالي 90 كيلومتراً. بالإضافة إلى ذلك، وبحسب وزير الدفاع الإيراني السابق مصطفى محمد نجار، فإن وزارة الدفاع أجرت اختبارات لتحسين توجيه هذا الصاروخ تحت مبدأ (FIRE & FORGET) (إطلق وأنسى)، بالإضافة إلى إجراء تعديلات وتغييرات أخرى من أجل زيادة سرعة الصاروخ 4-5 ماخ. بالإضافة إلى ذلك، وفي نفس الوقت، أي أثناء الحرب العراقية الإيرانية، تم حل مشكلة عدم تأخير إطلاق الصاروخ من أجل الإنفصال عن برج المقاتلة واحتمال تلف المقاتلة، ويَستَخدِم صاروخ سجيل نظام تأخير إطلاق المحرك. بحيث أنه بعد ضغط الطيار على زر الإطلاق ينفصل الصاروخ عن المقاتلة وبعد سقوطه مسافة 10 أمتار وابتعاده عن المقاتلة يقوم بتشغيل محركه ويتحرك نحو الهدف.

## معرض الصور

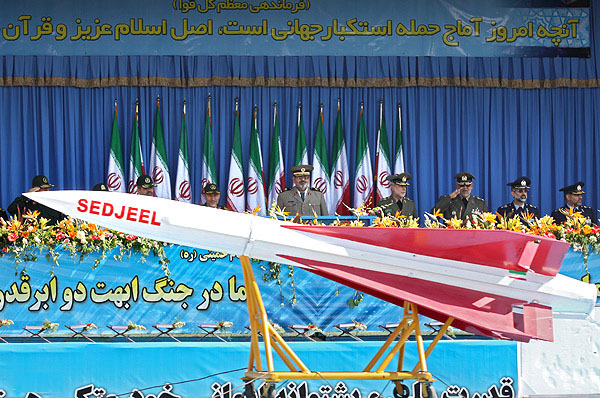
صاروخ سجيل جو جو المضاد للطائرات. هذه الصورة تم أخذها في 22 سبتمبر 2010م خلال موكب أسبوع الدفاع المقدس لعام 2010م

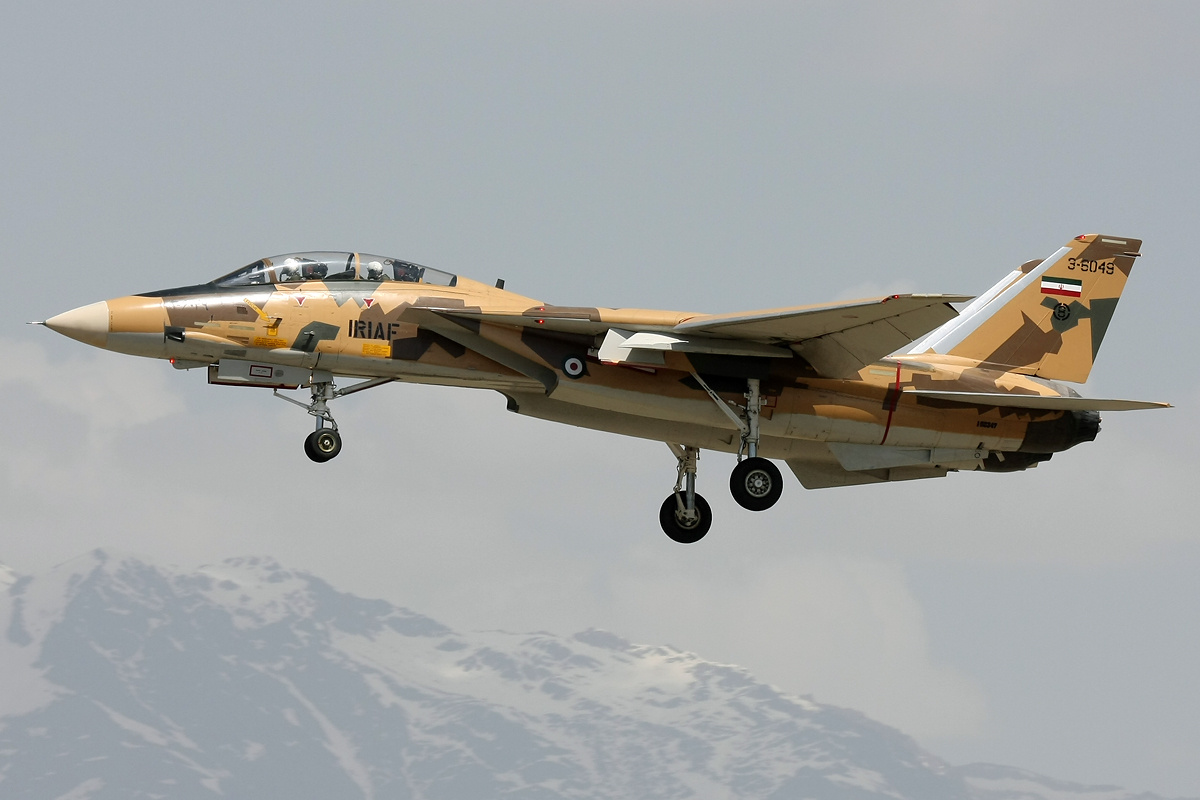
طائرة F-14 الإيرانية القادرة على حمل صواريخ جو-جو سجيل

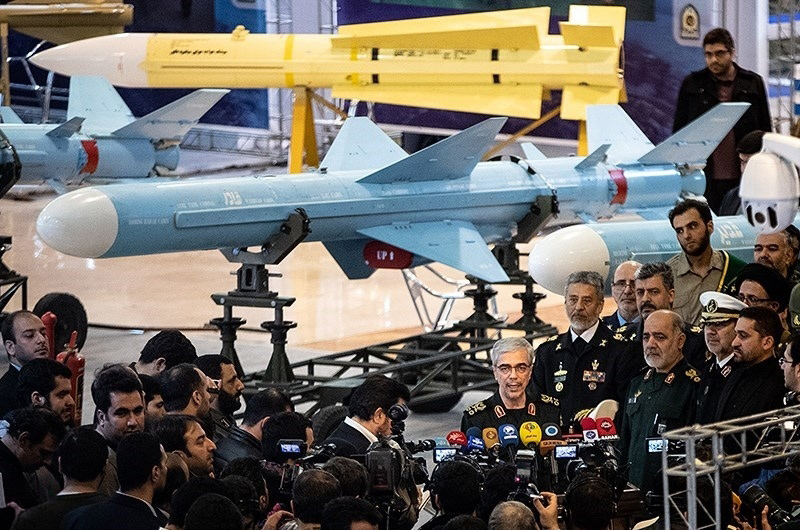
صاروخ فكور 90 الإيراني (الخلفي ، الأصفر) في معرض الدفاع ال 40 في العاصمة طهران. وهو الصاروخ الذي حَلَّ بديلاً عن صاروخ سجيل جو-جو في معظم المقاتلات الحربية الإيرانية